# Wilhelm Schönherr (Dirigent)
Wilhelm Schönherr (* 4. August 1902 in Maribor; † 14. Januar 1975 in München) war ein deutscher Dirigent österreichischer Herkunft.

## Leben und Werk
Wilhelm Schönherr wurde als Sohn des Konzertmeisters Max Schönherr (Senior) (1873–1955) im August 1902 in Maribor geboren. Sein Bruder war der Dirigent, Komponist, Musikwissenschaftler Max Schönherr (1903–1984), der oft auch als Max Schönherr Junior angesprochen wird. Wilhelm Schönherr war Schüler der Universität für Musik und darstellende Kunst Wien und des Neuen Wiener Konservatoriums.
Wilhelm Schönherr wirkte 1927/1928 als Kapellmeister am Städtebundtheater Iglau-Znaim und in der Saison 1928/1929 am Theater an der Wien. Von 1929 bis 1934 wirkte er als Musikdirektor in Hermannstadt (Siebenbürgen). 1934 wurde er dort des Landes verwiesen. Von 1935 bis 1938 war er für das Theater am Nollendorfplatz in Berlin, von 1938 bis 1945 als Generalmusikdirektor am Landestheater Coburg verpflichtet. 1945 wechselte er an das Opernhaus Nürnberg. Seit 1950 leitete er die Opernschule  und Dirigentenklasse am Städtischen Konservatorium Nürnberg. Seit 1953 war er ständiger Gastdirigent an der Staatsoper Wien.
Wilhelm Schönherr wurde 1963 zum österreichischen Professor ernannt. Er zog Mitte der 1970er Jahre für seinen Ruhestand nach München und verstarb dort im Januar 1975.